# Ганс Гріп
Ганс Гріп (нім. Hans Griep; 7 листопада 1895, Годендорф, Німецька імперія — 27 травня 1946, БРСР) — німецький офіцер, оберфюрер СС і оберст поліції.

## Біографія
1 жовтня 1913 року поступив на службу в Імперську армію. Учасник Першої світової війни. 15 березня 1919 року демобілізований, 24 квітня поступив на службу в поліцію. 1 травня 1933 року вступив у НСДАП (партійний квиток №2 866 328). В 1939 році — комендант 6-го району Данцига. З жовтня 1939 року — комендант поліції Гдінгена. З грудня 1941 по липень 1942 року — командир поліцейського полку (згодом — 11-й поліцейський полк СС). 1 жовтня 1943 року вступив у СС (посвідчення №498 663). З 1 жовтня 1943 по 1 жовтня 1944 року — начальник поліції Зальцбурга. З жовтня 1944 по лютий 1945 року — начальник поліції Гаага. 3 травня 1945 року заарештований радянськими військами в Берліні. 9 березня 1946 року засуджений до страти і 27 травня страчений.

## Звання
- Лейтенант (1917)
- Обер-лейтенант поліції (14 травня 1926)
- Гауптман поліції (1 червня 1927)
- Майор шуцполіції (1 квітня 1936)
- Оберст-лейтенант шуцполіції (1 січня 1942)
- Штандартенфюрер СС (1 жовтня 1943)
- Оберст поліції (21 грудня 1943)
- Оберфюрер СС (20 квітня 1945)

## Нагороди
- Залізний хрест 2-го і 1-го класу
- Нагрудний знак «За поранення» в чорному
- Почесний хрест ветерана війни з мечами (1934)
- Пам'ятна військова медаль (Австрія) з мечами (1937)
- Пам'ятна військова медаль (Угорщина) з мечами (1937)
- Медаль «За вислугу років у поліції»
  - 3-го і 2-го ступеня (8 років; 1938) — отримав 2 нагороди одночасно.
  - 1-го ступеня (25 років; 24 жовтня 1939)
- Данцизький хрест 2-го і 1-го класу (24 жовтня 1939) — отримав 2 нагороди одночасно.
- Застібка до Залізного хреста 2-го і 1-го класу
- Штурмовий піхотний знак в сріблі
- Відзнака для східних народів 2-го і 1-го класу в сріблі
- Хрест Воєнних заслуг 2-го і 1-го класу з мечами
- Медаль «За вислугу років у НСДАП» в бронзі та сріблі (15 років)
- Нагрудний знак «За боротьбу з партизанами» в сріблі (1945)